# 新幹線なるほど発見デー

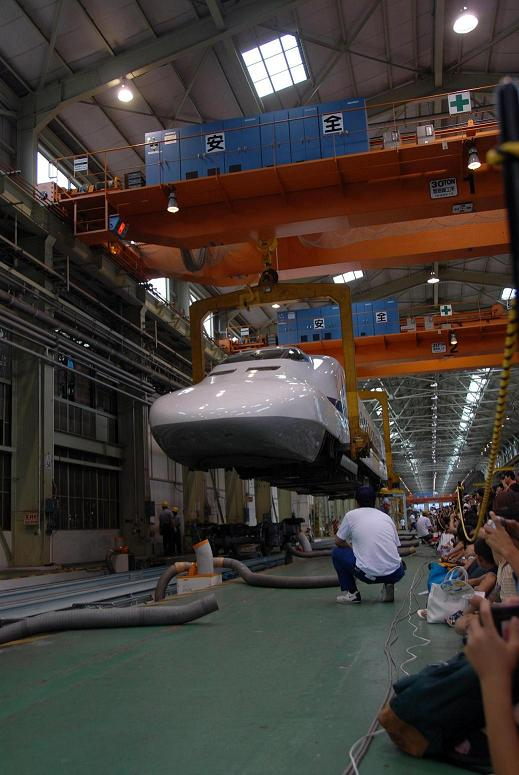
車体上げ・乗せ作業実演（2006年07月23日撮影）

新幹線なるほど発見デー（しんかんせんなるほどはっけんデー）は、東海旅客鉄道（JR東海）が浜松工場（静岡県浜松市）で実施していた一般公開イベントである。同工場では2023年から別のツアー形式のイベントが始まり、同イベントとしては開催を終了した。

## 概要
新幹線の利用促進の営業施策の一環として行っている。1994年に東海道新幹線の開業30周年を記念して一般公開イベントを開催したのが始まりで、翌1995年の「新幹線なるほど体験デー」を経て、1996年から現在の名称で開催されるようになった。
なお、国鉄末期の1986年にも「新幹線夏祭り」という名称で同様のイベントを開催している。
工場の構内、設備機械や各種車両の展示などを行い、親子連れを中心に1〜2万人の見学者を集め、好評を博している。特に、新幹線車両の運転台見学は毎年多数の希望者が列を作る状況になっていることから、近年では事前の応募が必要となっている。
東京方面からは、ジェイアール東海ツアーズを筆頭にJTBやクラブツーリズムなどが「浜工新幹線」と題した新幹線の貸切臨時列車を仕立て、引込線を経由して浜松工場内へ直接乗り入れるツアーを開催している。
2016年9月には最後の車体上げ・載せが、2019年には例年にない10月5日、6日に開催され多くの入場者で賑わった。
2017年までは毎年7月の土曜、日曜日に開催していたが、2018年からは暑さ対策で一環で9月16日のみに開催を変更。更に2019年は10月5日、6日に開催に変更していた。ところが、2020年代に入ると、新型コロナウイルス感染症の影響で開催中止が続き。2023年9月4日に開催終了すると発表した。開催終了の理由としては、『今後は人数限定でゆっくりご見学いただける専用のツアーを主体に開催していくと発表。』新しく、10月21日・22日に『JR東海 浜松工場へGO』と言うツアー形式のイベントに変更すると発表された。

## 歴史
- 1986年 新幹線なるほど発見デーの類似イベント、新幹線夏祭りが開催
- 1994年 東海道新幹線開業30周年イベントが開催
- 1995年 新幹線なるほど発見デーの前身、新幹線なるほど体験デーが開催
- 1996年 新幹線なるほど発見デーが初めて開催

これ以降毎年7月最終週の土曜、日曜日に開催
- 2016年 9月18日 新幹線車体上げ・載せ惜別イベントが開催